# Drepanosaurus unguicaudatus
Il drepanosauro (Drepanosaurus unguicaudatus) (il cui nome significa "lucertola falce dalla coda con un'unghia") è un genere estinto di rettile arboricolo, probabilmente un protorosauro, vissuto nel Triassico superiore, in un ambiente costiero in quella che oggi è l'Italia e gli Stati Uniti centro-occidentali. Drepanosaurus è un genere di Drepanosauridae, un gruppo di rettili diapsidi conosciuti per le loro code prensili uncinate. L'animale è conosciuto solo per un esemplare adulto (olotipo) e due esemplari immaturi, tutti privi di cranio e collo, sebbene la forma di tali elementi è deducibile da animali affini. Drepanosaurus era probabilmente un insettivoro.

## Descrizione
Un esemplare adulto di Drepanosaurus raggiungeva una lunghezza di circa 45-50 centimetri.
L'aspetto generale dei drepanosauri era dato da un collo lungo e relativamente gracile, con un cranio triangolare piuttosto leggero, che ricordava per forma e struttura quello degli uccelli. Il corpo era grosso e allungato, con vertebre fuse fino ad una piccola e bassa cresta sulle spalle. I loro arti possono essere descritti come camaleontici, con mani e piedi adatti ad afferrare, mentre la lunga e robusta coda, possedeva all'apice una sorta di artiglio prensile, costituito da vertebre modificate fuse tra di loro
Ciò a cui il Drepanosaurus deve il suo nome è l'enorme artiglio sul dito indice di ogni mano. Il cranio del Drepanosaurus non è mai stato ritrovato ed è ancora sconosciuto, tuttavia i crani di altri drepanosauri come il Megalancosaurus ci danno un'idea di ciò che potrebbe essere stato il cranio di Drepanosaurus. Osservando il cranio di Megalancosaurus viene mostrato che l'artiglio di ciascun dito indice erano probabilmente delle stesse dimensioni dell'intera testa di Drepanosaurus, il quale aveva la forma e la struttura molto simile al cranio di un uccello.
Le braccia del Drepanosaurus sono altamente modificate rispetto a quelle di altri vertebrati e molto più robuste. L'ulna è stata alterata dall'essere un osso dell'avambraccio ad una strana escrescenza a forma di mezzaluna per l'attaccamento dei muscoli. Il ruolo svolto dall'ulna nella maggior parte dei tetrapodi, in Drepanosaurus è sostituito da un osso carpale allungato. Ulteriori muscoli potrebbero essere stati attaccati al garrese relativamente alto caratteristico di Drepanosaurus e dei suoi parenti più stretti.

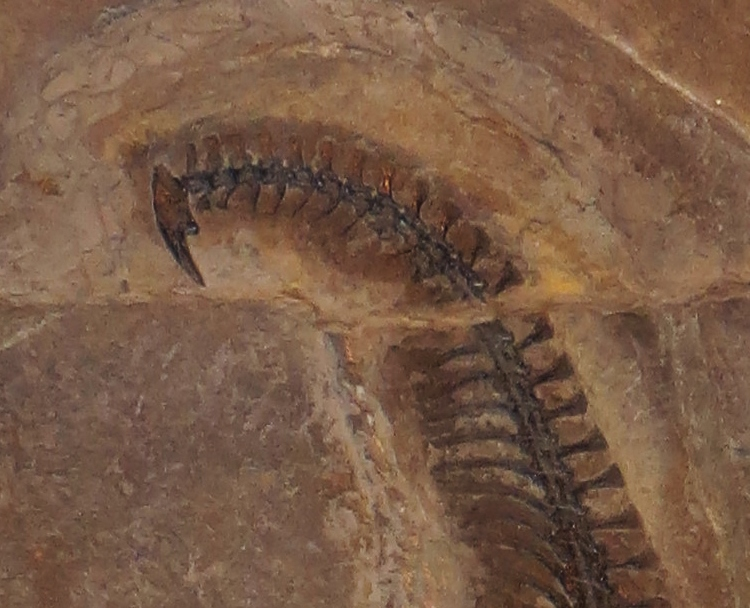
Dettaglio della coda di D. unguicaudatus

Un indizio allo scopo di questi grandi muscoli delle braccia può essere trovato nella sua mano. Il "dito indice" dell'animale possedeva un enorme artiglio ricurvo che ricorda quello che apparirà nei successivi dinosauri mesozoici come Noasaurus e Baryonyx. Tuttavia è più probabile che Drepanosaurus usasse il suo grande artiglio allo stesso modo del moderno formichiere nano, che lo usa per strappare la corteccia degli alberi e raggiungere i nidi degli insetti nei tronchi degli alberi. Alcuni ricercatori hanno anche proposto che l'artiglio possa essere stato usato anche per scavare tane sotterranee nel terreno, ma tale ipotesi non è pienamente accettata.
Le spine neurali della colonna vertebrale di Drepanosaurus sono molto più alte e lunghe di tutte le successive spine che raggiungono il sacro. Le spine neurali caudali sacrali e anteriori sono molto basse se presenti, mentre le spine neurali sono allungate e presentano margini dorsali espansi. Le scapole erano robuste con una curva di 70 gradi. L'omero e il radio erano brevi, mentre l'ulna è stata sostituita da un ulnare e spostato al gomito assumendo la forma di un disco. Questo cambiamento della configurazione scheletrica del braccio, si pensa sia dovuto al funzionamento del grande artiglio dell'indice, che richiede un muscolo di grandi dimensioni per funzionare. Il bacino era piuttosto grande con il pube che costituiva la maggior parte della porzione ventrale. Gli arti posteriori di Drepanosaurus erano molto più grandi di quelli anteriori, mentre la tibia e la fibula erano largamente separate.

## Scoperta e classificazione
Scoperto nel nord Italia nel 1979, Drepanosaurus è stato nominato da Giovanni Pinna, professore di paleontologia e museologo. Il drepanosauro è un fossile raro e il campione adulto ritrovato è incompleto, in quanto privo di collo e cranio. Un altro esemplare parziale di Drepanosaurus è stato ritrovato nella Formazione del Chinle del Nuovo Messico, nel 2016. Drepanosaurus fa parte del clade dei Drepanosauridae, una diversificazione nel clade maggiore di Drepanosauromorpha. A volte i Drepanosauromorfi sono considerati parte del gruppo Protorosauria che può o non può essere un gruppo naturale (cioè monofiletico). In ogni caso, è chiaro che i drepanosauri sono rettili diapsidi. Il nome della specie è Drepanosaurus unguicaudatus, che fa riferimento all'artiglio posto all'estremità della coda.

## Paleobiologia

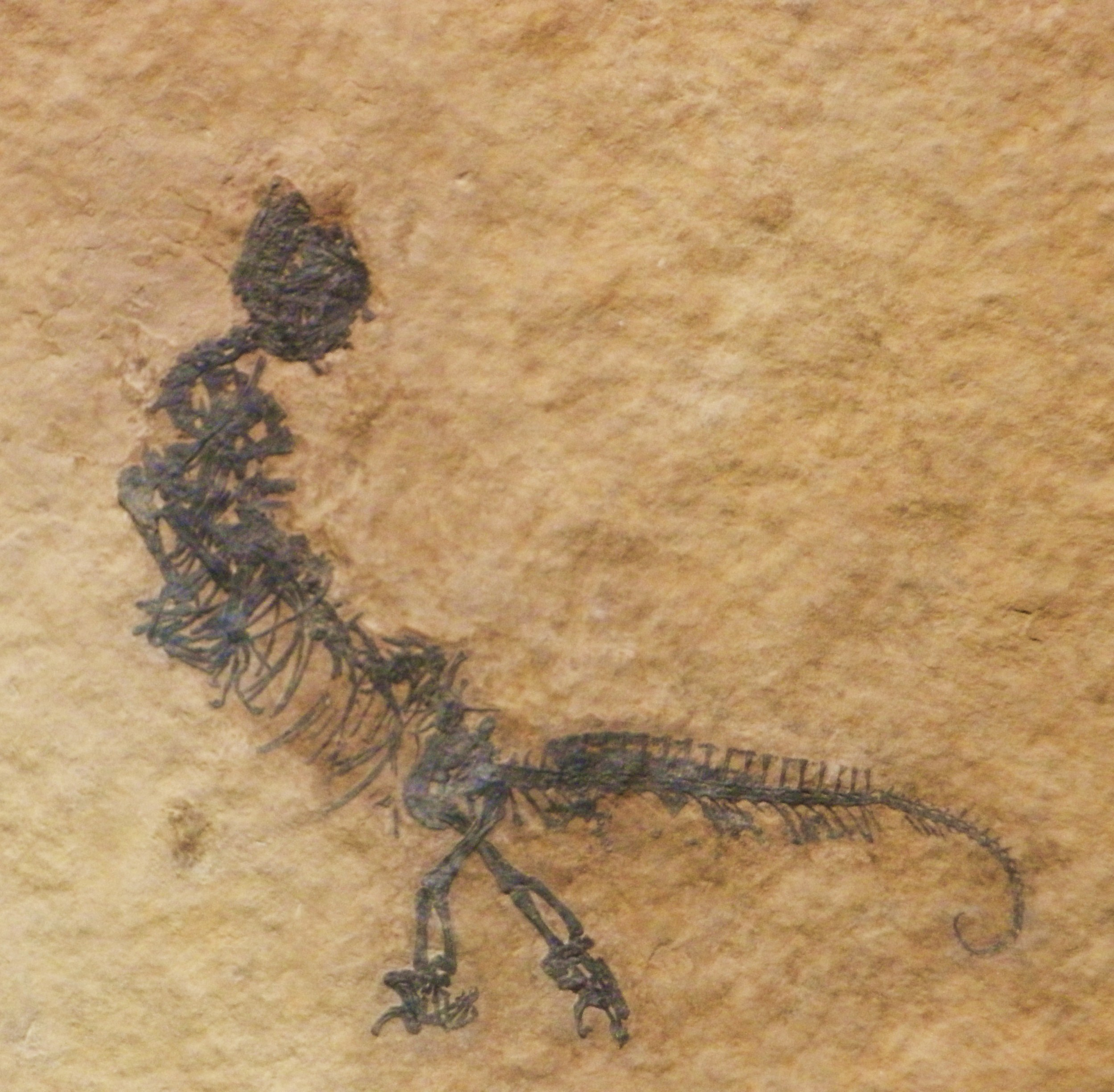
Fossile di Vallesaurus, un parente di Drepanosaurus, in cui si è conservato il cranio

### Dieta
Sulla base della forma del cranio di forme affini a Drepanosaurus, si è ipotizzato che quest'ultimo fosse un insettivoro, usando i grandi artigli delle mani per sollevare la corteccia e scavare nelle fessure e nelle scanalature degli alberi per trovare insetti. Si ritiene che Drepanosaurus fosse anche in grado di scavare, e che usasse la sua coda uncinata come ulteriore punto di ancoraggio agli alberi. Tuttavia, si sono sollevati dei dubbi, circa il fatto che il Drepanosaurus fosse in grado di scavare, soprattutto perché molte caratteristiche indicano che il Drepanosaurus fosse principalmente un animale arboricolo.

## Paleoecologia
Essendo lungo solo da 45 a 50 centimetri, Drepanosaurus, probabilmente, passava tutta la vita sugli alberi usando le sue mani e piedi camaleontici nonché la lunga coda uncinata per arrampicarsi di ramo in ramo. Questa caratteristica comportamentale ipotizzata porta il nome di "simile alle scimmie" a Drepanosaurus. La coda forniva anche un supporto supplementare usando l'artiglio all'apice per aggrapparsi meglio ai rami. Drepanosaurus viveva probabilmente in ambienti boscosi litorali, di quella che oggi è l'Italia settentrionale. I parenti più stretti di Drepanosaurus sono stati ritrovati anche in altre parti d'Italia, nel Nuovo Messico e nel New Jersey, dove l'ambiente era piuttosto simile. Drepanosaurus era inoltre il più grande rappresentante della sua famiglia, più del doppio della lunghezza di Megalancosaurus.